# Paul Herget
Paul Herget, ameriški astronom, * 1908, † 1981.
Herget je poučeval astronomijo na Univerzi v Cincinnatiju. Bil je pionir na področju rabe strojnih metod, ter kasneje rabe digitalnih računalnikov, pri reševanju znanstvenih in astronomskih problemov, na primer računanju efemeridnih razpredelnic za planetoide.
1. ↑  http://www.nasonline.org/member-directory/deceased-members/20000636.html